# 稲畑太郎
稲畑 太郎（いなばた たろう、1898年11月9日 - 1988年4月3日）は、昭和時代の日本の実業家。

## 来歴
京都出身。稲畑勝太郎の長男。
1921年（大正10年）、東京高等商業学校（現・一橋大学）を卒業した。1937年（昭和12年）稲畑商店（のちの稲畑産業）取締役社長となる。
1944年（昭和19年）から1946年（昭和21年）まで住友化学工業監査役を務めた。1948年（昭和23年）関西経済同友会代表幹事。1953年（昭和28年）再び住友化学工業監査役に就任。1958年（昭和33年）久保田鉄工監査役に就任。
1959年（昭和34年）再び関西経済同友会代表幹事に就任。1960年（昭和35年）日本国際貿易促進協会関西本部副理事長。1969年（昭和44年）稲畑産業取締役会長。1972年（昭和47年）同社取締役相談役。
大阪日仏協会設立に参画し、同会会長を務めたほか、ポルトガル共和国大阪駐在名誉副領事なども務めた。

## 主な受賞歴
- 1939年（昭和14年）、聖シルベストロ教皇騎士団勲章（司令官）[8]

## 著作
- 『一期一会 : 稲畑太郎対談集』現代創造社 1978年